# Aleksander Maciejewski
Aleksander Maciejewski, Alik (ur. 28 marca 1955 w Wilnie, zm. 14 grudnia 2007 w Gorzowie Wielkopolskim) – polski aktor filmowy i teatralny.

## Życiorys
Urodzony w polskiej rodzinie w Litewskiej SRR, jako roczne niemowlę wyjechał wraz z rodzicami, skazanymi za wykroczenie ojca na zsyłkę na terytorium Kazachskiej SRR. W wieku lat siedmiu przyjechał z rodzicami do Polski. Tu chodził do szkoły (w 1975 skończył Technikum Żeglugi Śródlądowej we Wrocławiu), tu rozpoczął studia w krakowskiej szkole teatralnej. Z uczelni został relegowany za udział w epizodzie w filmie „Niedzielne dzieci” Agnieszki Holland (studenci mieli wówczas zakaz występowania poza szkołą). Holland zaangażowała go potem do realizowanego w Gorzowie przedstawienia „Emigranci” (1976) i w zrealizowanym w tym samym roku filmie „Zdjęcia próbne”. Potem grał jeszcze w dwustu innych rolach filmowych i teatralnych w różnych miastach (26 różnych teatrów, m.in. w Olsztynie, Kaliszu, Koszalinie, Radomiu, Warszawie i Legnicy). W 1987 zdał egzamin eksternistyczny dla aktorów dramatu. W 1996 przyjechał ponownie do Gorzowa, by zagrać tu w „Śnie nocy letniej”, i został w tutejszym teatrze na stałe. W grudniu 2007 ciężko zachorował i zmarł w wieku lat 52. Pochowany został w Malborku.
Przez czas pobytu w Polsce pozostawał bezpaństwowcem (jego ojciec przez kilka lat konsekwentnie odmawiał przyjęcia obywatelstwa ZSRR, wskutek czego niemożliwe było odtworzenie zaginionej metryki urodzenia Aleksandra). Od lat 70. bezskutecznie starał się o przyznanie polskiego obywatelstwa. Odpowiedni dokument został sporządzony dopiero po czterdziestu latach zabiegów i dotarł doń dwa dni przed śmiercią, już w czasie kiedy Maciejewski był nieprzytomny.
Pomimo braku formalnego uregulowania sprawy obywatelstwa, Aleksander Maciejewski był laureatem kilku nagród aktorskich, w tym m.in. Nagrody Kulturalnej „Motyla” przyznanej przez prezydenta miasta Gorzowa (za rolę w „Mazepie”), a także nagrody publiczności „Pierścień Melpomeny” (2002); otrzymał także (jako „cudzoziemiec”) Krzyż Zasługi za udział w rozwijaniu polskiej kultury.

## Filmografia
- 1976: Zdjęcia próbne – Tomek, kolega Anki
- 1979: Zerwane cumy – Mirek Krzemiński, syn Adama
- 2003: Na dobre i na złe – profesor Adam Rzońca (odc.161)
- 2005: Fala zbrodni – sędzia (odc.40)
- 2005: Świat według Kiepskich – krytyk (odc.217)
- 2006: Fala zbrodni – sprzedawca na bazarze (odc.79)